# مايا ميتشيل
مايا ميتشيل (بالإنجليزية: Maia Mitchell) هي ممثلة أسترالية، ولدت في 18 أغسطس 1993 بليزمور في أستراليا.

## أعمال

### أفلام
- (2015) تين بيتش 2
- (2018) ليالي الصيف الحارة

### مسلسلات
- جيسي[5][6]
- ذا فوسترز

## وصلات خارجية
- مايا ميتشيل على موقع IMDb (الإنجليزية)
- مايا ميتشيل على موقع روتن توميتوز (الإنجليزية)
- مايا ميتشيل على موقع ألو سيني (الفرنسية)
- مايا ميتشيل على موقع ميوزك برينز (الإنجليزية)
- مايا ميتشيل على موقع أول موفي (الإنجليزية)
- مايا ميتشيل على موقع ديسكوغز (الإنجليزية)
- مايا ميتشيل على موقع قاعدة بيانات الفيلم (الإنجليزية)
- مايا ميتشيل على موقع كينوبويسك (الروسية)